# 中一結
中一結，是臺灣宜蘭縣五結鄉的一個地名，位於該鄉中部偏北。相較於今日行政區，其範圍大致為協和村西北部。

## 歷史
台灣清治末期，中一結地區為一街庄，稱為「中一結庄」，隸屬於茅仔藔堡。該庄東與松仔腳庄為鄰，南與大埔庄為鄰，西邊為頂五結庄、下五結庄、下三結庄，北邊為中二結庄。
1901年（日明治三十四年）11月，該庄隸屬於宜蘭廳，編入第十四區。1905年（明治三十八年）7月，該區改名為「茅仔寮區」。1920年（大正九年），該庄改制為「中一結」大字，隸屬於臺北州羅東郡五結庄。
戰後五結庄改制為五結鄉，隸屬於臺北縣，大字亦改制為村。1950年10月，北、基、宜分治，五結鄉改隸屬於宜蘭縣。

## 聚落
本地區發展較早的聚落為中一結，在日治期初期的官方地圖上已有記載。

## 交通
縣道196號（五結路一段）是三星至下清水的道路，大致以西南—東北走向轉南南西—北北東走向經過中一結地區西北部。由該道路向西南轉西南西可前往頂五結、竹林（羅東市區北側）、歪子歪、尾塹、大洲、阿里史與紅柴林交界地帶、三星市區並止於省道台7丙線路口，向北北東經中二結東南部轉東南東可前往四百名、一百甲東南部並止於鄉道宜22線路口（五結防潮閘門西北側）。
鄉道宜23線（孝威路）是茅仔寮至利澤簡的道路，大致以北北東－南南西走向經過本地區東部邊界中、北段。由該道路向北北東可前往中一結與四百名交界、茅子寮並止於其東部鄉道宜22線路口，向南南西轉東南經松子腳西南部轉南可前往大埔並止於省道台7丙線路口。
傳藝路又名「北宜高羅東連絡道」，是羅東車站後站至傳統藝術中心的新建幹道，大致以西南西—東北東走向經過本地區東南部。由該道路向西南西可前往大埔西北部、頂五結南部、十八埒並止於羅東車站後站的站東路路口，向東北東可前往松子腳南部、大埔東北部、頂清水並止於傳統藝術中心東南側的省道台2線路口。